# Qetesh Corona
La Qetesh Corona è una struttura geologica della superficie di Venere.